# Новоалександровка (село, Покровский район)
Новоалекса́ндровка (укр. Новоолександрівка) — село на Украине, находится в Покровском районе Донецкой области. Расположено на реке Солёная.
Код КОАТУУ — 1422784006. Население по переписи 2001 года составляет 138 человек. Почтовый индекс — 85352. Телефонный код — 623.

## История
8 июня 2025 года, в ходе боёв на новопавловском направлении, село захвачено ВС РФ.

## Адрес местного совета
85370, Донецкая область, Покровский р-н, с. Новотроицкое, ул. Центральная, тел. 5-31-4-49